# Хинд
Хинд Ларусси Таири (нидерл. Hind Laroussi Tahiri, родилась 3 декабря 1984 в Гауде, Нидерланды) — профессиональная нидерландская певица марокканского происхождения; финалистка музыкального конкурса «Idol», представительница Нидерландов на конкурсе песни Евровидение 2008.

## Биография
Родилась 3 декабря 1984 в г. Гауда, в семье марокканца и голландки.
В 8 лет начала брать свои первые уроки пения. В школе её талант не остался незамеченным: она часто участвовала в местных музыкальных фестивалях и конкурсах. После окончания школы поступила в театральную академию; в дальнейшем успешно принимала участие в театральных постановках и мюзиклах. Бо́льшую известность Хинд получила после участия в музыкальном конкурсе «Soundmixshow» в 2002. В дальнейшем певица участвовала в популярном фестивале «Idol» в 2003, на котором заняла третье место. В этом же году был выпущен её дебютный альбом «Around The World», который разошёлся тиражом в 40 000 копий. В следующем году исполнительница получила премию «Эдисон» как лучшая новая исполнительница. Дальнейшие работы певицы получили большое влияние португальской (фаду) и арабской музыки.
В 2008 певица приняла получила право представить Нидерланды на конкурсе песни Евровидение-2008 с песней «Your Heart Belongs To Me». Во втором полуфинале песня получила всего 27 баллов, финишировав тринадцатой, тем самым не пройдя в финал песенного конкурса.
В 2010 её новый альбом «Crosspop» получил статус золотого в Нидерландах.

## Дискография

### Альбомы
- Around The World (2003)
- Halfway Home (2005)
- Crosspop (2010)

### Синглы
- Summer All Over Again (2003)
- Weak (2004)
- Sure As (2004)
- Give Me A Sign (2005)
- Halfway Home (2005)
- Habaytek Besaif (2006)
- Your Heart Belongs to Me (2008)
- Morgen (2009)